# Burkhardt Müller-Markmann
Burkhardt Müller-Markmann (* 7. November 1950 in Berlin; † 20. Mai 2011) war ein deutscher Wirtschaftswissenschaftler. Er war Professor der Fakultät Wirtschaft an der Hochschule Furtwangen.

## Akademischer Werdegang
Im Anschluss an das Studium der Volkswirtschaftslehre promovierte er an der Universität Frankfurt am Main mit einem Thema zum demografischen Wandel. Nach beruflichen Stationen in München im Ifo-Institut für Wirtschaftsforschung und in der Zentrale der BMW AG wurde er 1993 zum Professor für Volkswirtschaftslehre und Unternehmenssimulation an die Hochschule Furtwangen berufen.

## Lehre und Forschung
Als Gründungsmitglied der Fakultät Wirtschaft leitete er mehrere Jahre den Studiengang Internationale Betriebswirtschaft. In seinen Forschungsprojekten entwickelte er Unternehmenssimulationen und erweiterte deren Anwendung in Wirtschaft, Wissenschaft und Verwaltung. Er war Mitglied des Vereins für Socialpolitik, der Deutschen Statistischen Gesellschaft und der Gesellschaft für Versicherungswissenschaft und Gestaltung sowie Vertrauensdozent der
Friedrich-Ebert-Stiftung.

## Buchpublikationen
- Planspiele in der Hochschullehre (2006), hrsg. mit Ulrich Holzbaur und Eckart Liesegang, Karlsruhe: Geschäftsstelle für Hochschuldidaktik, ISBN 3-00-018297-7.

- Die Bedeutung der Lebensversicherung im System der Alterssicherung unter besonderer Berücksichtigung ihrer Entwicklungsmöglichkeiten bei wachsender Alterslast (1988), München: Ifo-Institut für Wirtschaftsforschung, ISBN 3-88512-053-4.

## Gastdozenturen
- Wirtschaftshochschule Budapest, Sommersemester 2007.
- Universität Sorbonne Paris, Wintersemester 2005.
- Nordwest-Universität Xian, China, Sommersemester 2002.
- Kálmán Kandó Faculty Budapest Tech, Wintersemester 1996.